# Marco Zanon (rugbista)
Marco Zanon (Bassano del Grappa, 3 ottobre 1997) è un rugbista a 15 italiano, attivo nel ruolo di tre quarti centro del Benetton Rugby in URC e dal 2019 internazionale per l'Italia.

## Biografia
Fratello di Nicola, anch'egli rugbista semiprofessionista, iniziò nel settore giovanile della squadra della sua città, il Bassano Rugby 1976; nel 2012 approdò nell'Under-16 del Benetton, disputando il campionato Under-18 l'anno successivo. Nella stagione sportiva 2014-15 venne selezionato nell'Accademia zonale FIR di Mogliano, aggiudicandosi il titolo di campione d’Italia Under-18 lo stesso anno.
Nel settembre 2015 debuttò in prima squadra con Mogliano, segnando due mete nelle prime due presenze in Eccellenza. Nella stagione 2017-18 venne selezionato come permit player dal Benetton Treviso, disputando cinque match di Pro14 e venendo ingaggiato a titolo definitivo dalla stagione successiva.
Già nazionale Under-20, con la quale prese parte a Sei Nazioni e Mondiali di categoria, e Italia Emergenti in Nations Cup, il 16 marzo 2019 debuttò con la nazionale maggiore nell'incontro del Sei Nazioni con la Francia.

## Vita privata
È legato sentimentalmente alla triplista italiana Ottavia Cestonaro.

## Palmarès
- Pro14 Rainbow Cup: 1
Benetton Treviso: 2020-21